# Rivière de la Queue de Castor
Pour les articles homonymes, voir Castor.
La rivière de la Queue de Castor est un affluent du Lac Gabriel (rivière Opawica), coulant dans la municipalité de Eeyou Istchee Baie-James (municipalité), en Jamésie, dans la région administrative du Nord-du-Québec, au Québec, au Canada.
Cette rivière traverse successivement les cantons de Beaucours, de Feuquières et de Robert. La foresterie constitue la principale activité économique du secteur ; les activités récréotouristiques, en second. Un camp de bûcherons été établi sur la rive Ouest du lac Ventadour près de route forestière.
Le Sud de la vallée de la rivière de la Queue de Castor est desservie par la route 212 qui relie Obedjiwan à La Tuque et passe au sud du lac Dubois. De là, la route forestière R1032 (sens Nord-Sud) passe sur la bande de terre entre les lacs de tête de la "rivière de la Queue de Castor" et la rivière Ventadour.
La surface de la rivière de la Queue de Castor est habituellement gelée du début novembre à la mi-mai, toutefois la circulation
sécuritaire sur la glace se fait généralement de la mi-novembre à la mi-avril.

## Géographie
Les bassins versants voisins de la rivière de la Queue de Castor sont :
- côté nord : rivière Cawcot, lac Robert (rivière Opawica), lac Gabriel (rivière Opawica), lac Rohault, rivière Opawica ;
- côté est : rivière Ventadour, rivière Titipiti, lac Robert (rivière Opawica), rivière Normandin, lac Poutrincourt, rivière Ashuapmushuan ;
- côté sud : ruisseau Verreau, lac du Principal, réservoir Gouin, rivière Wapous, lac Magnan (réservoir Gouin) ;
- côté ouest : rivière Cawcot, rivière Yvonne, rivière de l'Aigle (lac Doda).

La rivière de la Queue de Castor prend naissance à l'embouchure d’un lac Beaucours (longueur : 8,4 km ; altitude : 420 m) dans le canton de Beaucours, dans Eeyou Istchee Baie-James (municipalité). Ce lac en forme de V comporte plusieurs petits plans d’eau au Nord-Ouest. Il est alimenté notamment par le ruisseau Beaucours (venant du Sud).
L’embouchure du lac Beaucours est située à 14,3 km à l’Ouest de la limite de Eeyou Istchee Baie-James (municipalité) et de la municipalité régionale de comté (MRC) Le Domaine-du-Roy.
L’embouchure du lac Beaucours est située à :
- 17,5 km au Sud de l’embouchure de la rivière de la Queue de Castor (confluence avec le lac Gabriel) ;
- 29,4 km au Sud-Est de l’embouchure du lac Gabriel (rivière Opawica) ;
- 47,9 km au Sud-Est de l’embouchure du lac Caopatina ;
- 125,8 km au Sud-Est de la confluence de la rivière Opawica et de la rivière Chibougamau, soit la tête de la rivière Waswanipi ;
- 388,4 km au Sud-Est de l’embouchure de la rivière Nottaway (confluence avec la Baie James) ;
- 94,0 km au Sud-Est du centre-ville de Chibougamau ;
- 28,6 km au Nord-Est du réservoir Gouin.

À partir de l'embouchure du lac de tête, la rivière de la Queue de Castor coule sur environ 22 km selon les segments suivants :
- 1,5 km vers le Sud-Est jusqu’à la rive Ouest d’un lac non identifié ;
- 3,9 km vers le Nord-Est en traversant la partie Nord d’un lac non identifié (longueur : 9,3 km ; altitude : 402 m), jusqu’à un pont routier ;
- 6,4 km vers le Nord, en traversant un lac non identifié (longueur : 4,0 km ; altitude : 401 m) que le courant traverse sur sa pleine longueur, jusqu’au pont d’une route forestière ;
- 7,0 km vers le Nord-Est en traversant une zone où la rivière s’élargit, jusqu’à la limite du canton de Robert ;
- 4,8 km vers le Nord-Ouest dans le canton de Robert en serpentant jusqu’à son embouchure[2].

La rivière de la Queue de Castor se déverse au fond d’une baie sur la rive Sud du lac Gabriel (rivière Opawica) que le courant traverse vers le Nord sur 13,4 km. Cette dernière remonte à son tour généralement vers le Nord-Ouest, puis l’Ouest, puis le Nord, jusqu’à sa confluence avec la rivière Chibougamau ; cette confluence constituant la source de la rivière Waswanipi. Le cours de cette dernière coule vers l’Ouest et traverse successivement la partie Nord du lac Waswanipi, le lac au Goéland et le lac Olga (rivière Waswanipi), avant de se déverser dans le lac Matagami lequel se déverse à son tour dans la rivière Nottaway, un affluent de la Baie de Rupert (Baie James).
La confluence de la rivière de la Queue de Castor avec le lac Feuquières est située à :
- 13,0 km au Sud-Est de l’embouchure du lac Gabriel (rivière Opawica) ;
- 121,9 km au Sud-Est de l’embouchure de la rivière Opawica (confluence avec la rivière Chibougamau) ;
- 76,1 km au Sud du centre-ville de Chibougamau ;
- 68,5 km au Sud-Est du centre du village de Chapais (Québec) ;
- 46,2 km au Nord d’une baie de la rive Nord du Réservoir Gouin.

## Toponymie
À différentes époques de l’histoire, ce territoire a été occupé par les Attikameks, les Algonquins et les Cris. Jadis, cette hydronyme était désignée « rivière Beavertail ».
Le toponyme « rivière de la Queue de Castor » a été officialisé le 5 décembre 1968 à la Commission de toponymie du Québec, soit lors de sa création.